# Georgisch voetbalelftal (mannen)

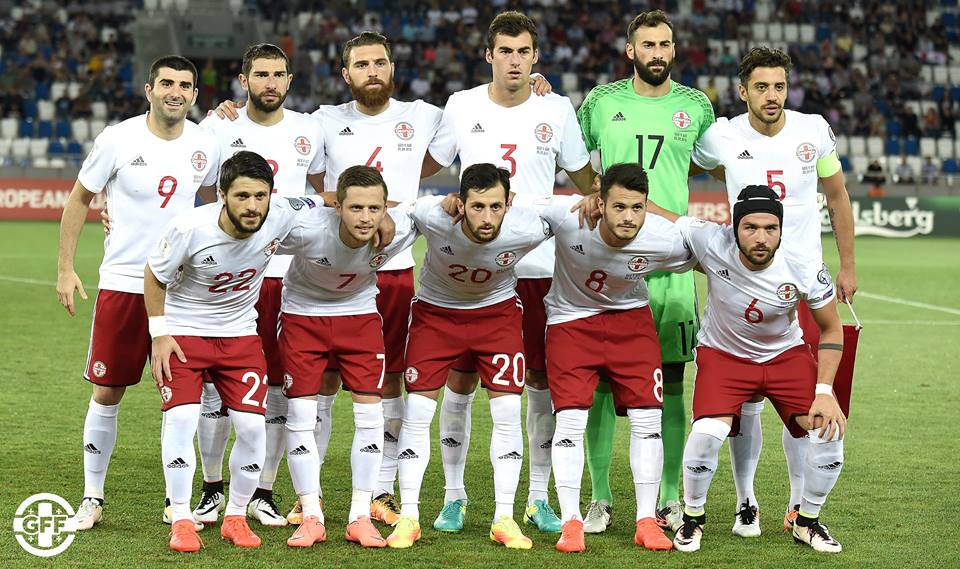
Georgisch voetbalelftal in 2016

Het Georgisch voetbalelftal (Georgisch: საქართველოს ეროვნული საფეხბურთო ნაკრები, sakartvelos erovnuli sapekhburto nak'rebi) is een team van voetballers dat Georgië vertegenwoordigt in internationale wedstrijden en competities, zoals de voorrondes voor het WK en het EK. Georgië wist zich in 2024 voor het eerst te plaatsen voor een eindronde. (EK 2024)
Georgië speelt zijn thuiswedstrijden doorgaans in het grootste stadion van het land, het Boris Paitsjadzestadion in de hoofdstad Tbilisi. Af en toe wordt uitgeweken naar het kleinere Micheil Meschistadion, dat eveneens gevestigd is in Tbilisi.

## Geschiedenis
Op 27 mei 1990 speelde Georgië de eerste interland uit de geschiedenis, hoewel het Kaukasische land op dat moment formeel nog niet onafhankelijk was en nog deel uitmaakte van de Sovjet-Unie. Tegen Litouwen eindigde de wedstrijd in een 2-2 gelijkspel. Het land schreef zich in voor het EK-kwalificatietoernooi van 1996, waar het wisselende resultaten boekte, er werd met 5-0 van Wales gewonnen en ook de nummer vier van het laatste WK Bulgarije werd verslagen. Twee nederlagen tegen Moldavië zorgden voor een derde plaats in de groep ruim achter Duitsland en Bulgarije. Liefst drie broers van de familie Arveladze behoorde tot de selectie, Sjota zou later succes hebben bij Ajax en Glasgow Rangers.
Voor het WK van 1998 waren een gelijkspel tegen Italië en een 4-1 zege op Polen de beste resultaten, Georgië eindigde op een gedeelde derde plaats samen met Polen. Het EK 2000 beloofde perspectieven met weinig aansprekende tegenstanders als Albanië, Letland en Slovenië, maar het eindigde op de zesde en laatste plek in zijn groep. Jan Boskamp was een korte periode bondscoach van het team. Het WK 2002 leverde opnieuw een derde plaats in zijn groep op, beste resultaat was een 3-1 zege op Hongarije.
Daarna namen de prestaties sterk af, tot op heden eindigde Georgië op de laatste of voorlaatste plaats in de kwalificaties. Opmerkelijke overwinningen werd geboekt tegen Rusland (EK 2004), Schotland (EK 2008) en Kroatië (EK 2012). Het WK van 2018 leverde geen enkele overwinning op en vijf gelijke spelen in tien wedstrijden.

## Deelnames aan internationale toernooien

### Wereldkampioenschap
| Wereldkampioenschap voetbal | Wereldkampioenschap voetbal | Wereldkampioenschap voetbal | Wereldkampioenschap voetbal | Wereldkampioenschap voetbal | Wereldkampioenschap voetbal | Wereldkampioenschap voetbal | Wereldkampioenschap voetbal | Wereldkampioenschap voetbal | Wereldkampioenschap voetbal |
| Jaar                        | Ronde                       | Wed.                        | W                           | G                           | V                           | DV                          | DT                          |                             |                             |
| --------------------------- | --------------------------- | --------------------------- | --------------------------- | --------------------------- | --------------------------- | --------------------------- | --------------------------- | --------------------------- | --------------------------- |
| 1930–1990                   | Bij Sovjet-Unie             | Bij Sovjet-Unie             | Bij Sovjet-Unie             | Bij Sovjet-Unie             | Bij Sovjet-Unie             | Bij Sovjet-Unie             | Bij Sovjet-Unie             | Bij Sovjet-Unie             |                             |
| 1994                        | Geen deelname               | Geen deelname               | Geen deelname               | Geen deelname               | Geen deelname               | Geen deelname               | Geen deelname               |                             |                             |
| 1998                        | Niet gekwalificeerd         | Niet gekwalificeerd         | Niet gekwalificeerd         | Niet gekwalificeerd         | Niet gekwalificeerd         | Niet gekwalificeerd         | Niet gekwalificeerd         |                             |                             |
| 2002                        | Niet gekwalificeerd         | Niet gekwalificeerd         | Niet gekwalificeerd         | Niet gekwalificeerd         | Niet gekwalificeerd         | Niet gekwalificeerd         | Niet gekwalificeerd         |                             |                             |
| 2006                        | Niet gekwalificeerd         | Niet gekwalificeerd         | Niet gekwalificeerd         | Niet gekwalificeerd         | Niet gekwalificeerd         | Niet gekwalificeerd         | Niet gekwalificeerd         |                             |                             |
| 2010                        | Niet gekwalificeerd         | Niet gekwalificeerd         | Niet gekwalificeerd         | Niet gekwalificeerd         | Niet gekwalificeerd         | Niet gekwalificeerd         | Niet gekwalificeerd         |                             |                             |
| 2014                        | Niet gekwalificeerd         | Niet gekwalificeerd         | Niet gekwalificeerd         | Niet gekwalificeerd         | Niet gekwalificeerd         | Niet gekwalificeerd         | Niet gekwalificeerd         |                             |                             |
| 2018                        | Niet gekwalificeerd         | Niet gekwalificeerd         | Niet gekwalificeerd         | Niet gekwalificeerd         | Niet gekwalificeerd         | Niet gekwalificeerd         | Niet gekwalificeerd         |                             |                             |
| 2022                        | Niet gekwalificeerd         | Niet gekwalificeerd         | Niet gekwalificeerd         | Niet gekwalificeerd         | Niet gekwalificeerd         | Niet gekwalificeerd         | Niet gekwalificeerd         | Niet gekwalificeerd         |                             |

### Europees kampioenschap
| Europees kampioenschap voetbal | Europees kampioenschap voetbal | Europees kampioenschap voetbal | Europees kampioenschap voetbal | Europees kampioenschap voetbal | Europees kampioenschap voetbal | Europees kampioenschap voetbal | Europees kampioenschap voetbal | Europees kampioenschap voetbal | Europees kampioenschap voetbal |
| Jaar                           | Ronde                          | Wed.                           | W                              | G                              | V                              | DV                             | DT                             | Kwal                           |                                |
| ------------------------------ | ------------------------------ | ------------------------------ | ------------------------------ | ------------------------------ | ------------------------------ | ------------------------------ | ------------------------------ | ------------------------------ | ------------------------------ |
| 1996                           | Niet gekwalificeerd            | Niet gekwalificeerd            | Niet gekwalificeerd            | Niet gekwalificeerd            | Niet gekwalificeerd            | Niet gekwalificeerd            | Niet gekwalificeerd            | Niet gekwalificeerd            |                                |
| 2000                           | Niet gekwalificeerd            | Niet gekwalificeerd            | Niet gekwalificeerd            | Niet gekwalificeerd            | Niet gekwalificeerd            | Niet gekwalificeerd            | Niet gekwalificeerd            | Niet gekwalificeerd            |                                |
| 2004                           | Niet gekwalificeerd            | Niet gekwalificeerd            | Niet gekwalificeerd            | Niet gekwalificeerd            | Niet gekwalificeerd            | Niet gekwalificeerd            | Niet gekwalificeerd            | Niet gekwalificeerd            |                                |
| 2008                           | Niet gekwalificeerd            | Niet gekwalificeerd            | Niet gekwalificeerd            | Niet gekwalificeerd            | Niet gekwalificeerd            | Niet gekwalificeerd            | Niet gekwalificeerd            | Niet gekwalificeerd            |                                |
| 2012                           | Niet gekwalificeerd            | Niet gekwalificeerd            | Niet gekwalificeerd            | Niet gekwalificeerd            | Niet gekwalificeerd            | Niet gekwalificeerd            | Niet gekwalificeerd            | Niet gekwalificeerd            |                                |
| 2016                           | Niet gekwalificeerd            | Niet gekwalificeerd            | Niet gekwalificeerd            | Niet gekwalificeerd            | Niet gekwalificeerd            | Niet gekwalificeerd            | Niet gekwalificeerd            | Niet gekwalificeerd            |                                |
| 2020                           | Niet gekwalificeerd            | Niet gekwalificeerd            | Niet gekwalificeerd            | Niet gekwalificeerd            | Niet gekwalificeerd            | Niet gekwalificeerd            | Niet gekwalificeerd            | Niet gekwalificeerd            |                                |
| 2024                           | Achtste finale                 | 4                              | 1                              | 1                              | 2                              | 5                              | 8                              | (Kwal.)                        |                                |

### UEFA Nations League
| 2018–19 | D | 40e | 6 | 5 | 1 | 0 | 12 | 2 | Gestegen |
| 2020–21 | C | 42e | 6 | 1 | 4 | 1 | 6  | 6 | Stabiel  |
| 2022–23 | C | 33e | 6 | 5 | 1 | 0 | 16 | 3 | Gestegen |

## FIFA-wereldranglijst[2]
| 1994 | 1995 | 1996 | 1997 | 1998 | 1999 | 2000 | 2001 | 2002 | 2003 | 2004 | 2005 | 2006 | 2007 | 2008 | 2009 | 2010 | 2011 | 2012 | 2013 | 2014 | 2015 | 2016 | 2017 | 2018 | 2019 | 2020 | 2021 | 2022 | 2023 | 2024 |
| ---- | ---- | ---- | ---- | ---- | ---- | ---- | ---- | ---- | ---- | ---- | ---- | ---- | ---- | ---- | ---- | ---- | ---- | ---- | ---- | ---- | ---- | ---- | ---- | ---- | ---- | ---- | ---- | ---- | ---- | ---- |
| 92   | 79   | 95   | 69   | 52   | 66   | 66   | 58   | 90   | 93   | 104  | 104  | 94   | 77   | 108  | 124  | 73   | 73   | 73   | 101  | 125  | 122  | 118  | 104  | 89   | 91   | 89   | 85   | 78   | 77   | 68   |

## Statistieken
- Bijgewerkt tot en met de wedstrijd tegen  Tsjechië (1-2) op 19 november 2024.

### Van jaar tot jaar
| Jaar | Wedstrijden | Wedstrijden | Wedstrijden | Wedstrijden | Doelpunten | Doelpunten | Doelpunten | Punten |
| Jaar | Duels       | Winst       | Gelijk      | Verlies     | Voor       | Tegen      | Saldo      | Punten |
| ---- | ----------- | ----------- | ----------- | ----------- | ---------- | ---------- | ---------- | ------ |
| 1990 | 1           | 0           | 1           | 0           | 2          | 2          | 0          | 1.000  |
| 1991 | 1           | 1           | 0           | 0           | 4          | 2          | +2         | 2.000  |
| 1992 | 3           | 1           | 0           | 2           | 6          | 5          | +1         | 0.667  |
| 1993 | 1           | 0           | 0           | 1           | 0          | 1          | –1         | 0.000  |
| 1994 | 11          | 5           | 1           | 5           | 14         | 13         | +1         | 1.000  |
| 1995 | 6           | 3           | 0           | 3           | 8          | 10         | –2         | 1.000  |
| 1996 | 8           | 1           | 0           | 7           | 7          | 18         | –11        | 0.250  |
| 1997 | 7           | 4           | 1           | 2           | 14         | 6          | +8         | 1.286  |
| 1998 | 11          | 5           | 2           | 4           | 14         | 14         | 0          | 1.091  |
| 1999 | 8           | 0           | 2           | 6           | 7          | 15         | –8         | 0.250  |
| 2000 | 10          | 3           | 4           | 3           | 11         | 8          | +3         | 1.000  |
| 2001 | 10          | 5           | 2           | 3           | 15         | 12         | +3         | 1.200  |
| 2002 | 4           | 1           | 0           | 3           | 6          | 10         | –4         | 0.500  |
| 2003 | 8           | 2           | 2           | 4           | 9          | 12         | –3         | 0.750  |
| 2004 | 9           | 1           | 2           | 6           | 6          | 15         | –9         | 0.444  |
| 2005 | 11          | 3           | 2           | 6           | 15         | 28         | –13        | 0.727  |
| 2006 | 10          | 3           | 1           | 6           | 14         | 15         | –1         | 0.700  |
| 2007 | 12          | 4           | 3           | 5           | 11         | 12         | –1         | 0.917  |
| 2008 | 10          | 1           | 3           | 6           | 8          | 18         | –10        | 0.500  |
| 2009 | 10          | 0           | 2           | 8           | 8          | 22         | –14        | 0.200  |
| 2010 | 8           | 3           | 5           | 0           | 7          | 4          | +3         | 1.375  |
| 2013 | 9           | 3           | 1           | 5           | 8          | 9          | –1         | 0.778  |
| 2012 | 8           | 3           | 2           | 3           | 7          | 9          | –2         | 1.000  |
| 2013 | 8           | 1           | 1           | 6           | 4          | 14         | –10        | 0.375  |
| 2014 | 7           | 3           | 0           | 4           | 8          | 8          | 0          | 0.857  |
| 2015 | 10          | 3           | 1           | 6           | 11         | 16         | –5         | 0.700  |
| 2016 | 8           | 1           | 3           | 4           | 7          | 14         | –7         | 0.625  |
| 2017 | 12          | 3           | 5           | 4           | 18         | 14         | +4         | 0.917  |
| 2018 | 10          | 8           | 1           | 1           | 19         | 3          | +16        | 1.700  |
| 2019 | 10          | 2           | 3           | 5           | 10         | 15         | -5         | 0.700  |
| 2020 | 8           | 2           | 4           | 2           | 7          | 7          | +0         | 1.000  |
| 2021 | 12          | 4           | 1           | 7           | 10         | 20         | -10        | 0.750  |
| 2022 | 9           | 6           | 2           | 1           | 17         | 6          | +11        | 1.556  |
| 2023 | 10          | 4           | 2           | 4           | 26         | 19         | +7         | 1.000  |
| 2024 | 13          | 5           | 3           | 5           | 17         | 15         | +2         | 1.300  |

### Tegenstanders
- Bijgewerkt tot en met de wedstrijd tegen  Tsjechië (1-2) op 19 november 2024.

| Tegenstander         | Wed. | W | G | V | DV | DT | DS  | Details |
| -------------------- | ---- | - | - | - | -- | -- | --- | ------- |
| Albanië              | 17   | 9 | 4 | 4 | 24 | 14 | +10 | details |
| Armenië              | 7    | 3 | 2 | 2 | 14 | 8  | +6  | details |
| Azerbeidzjan         | 6    | 2 | 2 | 2 | 8  | 6  | +2  | details |
| Bulgarije            | 8    | 2 | 2 | 4 | 12 | 21 | –9  | details |
| Cyprus               | 8    | 4 | 1 | 3 | 12 | 8  | +4  | details |
| Denemarken           | 5    | 0 | 2 | 3 | 5  | 15 | –10 | details |
| Duitsland            | 5    | 0 | 0 | 5 | 2  | 12 | –10 | details |
| Egypte               | 1    | 0 | 1 | 0 | 0  | 0  | 0   | details |
| Engeland             | 2    | 0 | 0 | 2 | 0  | 4  | –4  | details |
| Estland              | 6    | 3 | 1 | 2 | 8  | 7  | +1  | details |
| Faeröer              | 2    | 2 | 0 | 0 | 9  | 1  | +8  | details |
| Finland              | 2    | 0 | 1 | 1 | 1  | 2  | –1  | details |
| Frankrijk            | 4    | 0 | 1 | 3 | 1  | 7  | –6  | details |
| Gibraltar            | 6    | 6 | 0 | 0 | 19 | 3  | +16 | details |
| Griekenland          | 10   | 0 | 3 | 7 | 6  | 17 | –11 | details |
| Hongarije            | 2    | 1 | 0 | 1 | 4  | 5  | –1  | details |
| Ierland              | 11   | 0 | 2 | 9 | 5  | 18 | –13 | details |
| IJsland              | 1    | 0 | 0 | 1 | 1  | 3  | –2  | details |
| Iran                 | 1    | 0 | 0 | 1 | 1  | 2  | –1  | details |
| Israël               | 6    | 1 | 2 | 3 | 4  | 7  | –3  | details |
| Italië               | 8    | 0 | 1 | 7 | 2  | 14 | –12 | details |
| Jordanië             | 2    | 1 | 0 | 1 | 3  | 3  | 0   | details |
| Kameroen             | 1    | 0 | 1 | 0 | 0  | 0  | 0   | details |
| Kazachstan           | 6    | 3 | 2 | 1 | 7  | 4  | +3  | details |
| Kosovo               | 2    | 1 | 0 | 1 | 2  | 2  | 0   | details |
| Kroatië              | 3    | 1 | 0 | 2 | 2  | 3  | -1  | details |
| Letland              | 10   | 5 | 2 | 3 | 18 | 10 | +8  | details |
| Libanon              | 2    | 0 | 0 | 2 | 4  | 7  | –3  | details |
| Liechtenstein        | 1    | 1 | 0 | 0 | 2  | 0  | +2  | details |
| Litouwen             | 8    | 4 | 1 | 3 | 13 | 6  | +7  | details |
| Luxemburg            | 5    | 3 | 1 | 1 | 7  | 2  | +5  | details |
| Malta                | 8    | 5 | 2 | 1 | 11 | 5  | +6  | details |
| Moldavië             | 12   | 4 | 4 | 4 | 17 | 14 | +3  | details |
| Mongolië             | 1    | 1 | 0 | 0 | 6  | 1  | +5  | details |
| Montenegro           | 3    | 1 | 1 | 1 | 4  | 3  | +1  | details |
| Nederland            | 1    | 0 | 0 | 1 | 0  | 3  | –3  | details |
| Nieuw-Zeeland        | 1    | 0 | 0 | 1 | 1  | 3  | –2  | details |
| Nigeria              | 1    | 0 | 0 | 1 | 1  | 5  | –4  | details |
| Noord-Ierland        | 1    | 0 | 0 | 1 | 1  | 4  | –3  | details |
| Noord-Macedonië      | 5    | 2 | 2 | 1 | 7  | 3  | +4  | details |
| Noorwegen            | 5    | 0 | 1 | 4 | 3  | 9  | –6  | details |
| Oekraïne             | 11   | 0 | 4 | 7 | 7  | 18 | –11 | details |
| Oezbekistan          | 2    | 1 | 1 | 0 | 3  | 2  | 1   | details |
| Oostenrijk           | 2    | 0 | 1 | 1 | 2  | 3  | –1  | details |
| Paraguay             | 1    | 0 | 0 | 1 | 0  | 1  | –1  | details |
| Polen                | 4    | 1 | 0 | 3 | 4  | 12 | –8  | details |
| Portugal             | 2    | 1 | 0 | 1 | 2  | 2  | 0   | details |
| Qatar                | 1    | 1 | 0 | 0 | 2  | 1  | +1  | details |
| Roemenië             | 8    | 1 | 2 | 5 | 6  | 20 | –15 | details |
| Rusland              | 3    | 1 | 1 | 1 | 3  | 4  | –1  | details |
| Saoedi-Arabië        | 1    | 1 | 0 | 0 | 2  | 0  | +2  | details |
| Saint Kitts en Nevis | 1    | 1 | 0 | 0 | 3  | 0  | +3  | details |
| Schotland            | 6    | 2 | 2 | 3 | 8  | 9  | -1  | details |
| Servië               | 2    | 0 | 0 | 2 | 1  | 4  | –3  | details |
| Slowakije            | 2    | 1 | 0 | 1 | 3  | 3  | 0   | details |
| Slovenië             | 4    | 1 | 1 | 2 | 4  | 5  | –1  | details |
| Spanje               | 8    | 1 | 0 | 7 | 5  | 23 | –18 | details |
| Thailand             | 1    | 1 | 0 | 0 | 8  | 0  | +8  | details |
| Tsjechië             | 3    | 1 | 1 | 1 | 6  | 4  | +2  | details |
| Tunesië              | 2    | 1 | 1 | 0 | 3  | 1  | +2  | details |
| Turkije              | 6    | 1 | 1 | 4 | 6  | 15 | –9  | details |
| Uruguay              | 1    | 1 | 0 | 0 | 2  | 0  | +2  | details |
| V.A.E.               | 1    | 0 | 0 | 1 | 0  | 1  | –1  | details |
| Wales                | 5    | 3 | 1 | 1 | 9  | 3  | +6  | details |
| Wit-Rusland          | 4    | 2 | 1 | 1 | 4  | 4  | 0   | details |
| Zuid-Afrika          | 1    | 1 | 0 | 0 | 4  | 1  | +3  | details |
| Zweden               | 2    | 1 | 0 | 1 | 2  | 1  | +1  | details |
| Zwitserland          | 2    | 0 | 1 | 1 | 1  | 4  | –3  | details |

## Huidige selectie
Bijgewerkt tot en met 23 maart 2025, de interland tegen  Armenië in de UEFA Nations League.
| Nr.         | Naam                   | Wed. | Dlpnt. | Club                  |
| ----------- | ---------------------- | ---- | ------ | --------------------- |
| Doel        |                        |      |        |                       |
| 1           | Giorgi Loria           | 78   | 0      | Omonia Aradippou      |
| 12          | Giorgi Mamardasjvili   | 29   | 0      | Valencia              |
| 23          | Loeka Goegesjasjvili   | 1    | 0      | Panserraikos          |
| Verdediging |                        |      |        |                       |
| 3           | Lasja Dvali            | 43   | 1      | APOEL Nicosia         |
| 4           | Goeram Kasjia          | 124  | 3      | Slovan Bratislava     |
| 5           | Saba Goglitsjidze      | 3    | 0      | Empoli                |
| 13          | Giorgi Gotsjoleisjvili | 12   | 0      | Kopenhagen            |
| 14          | Loeka Latsabidze       | 0    | 0      | Tsjornomorets         |
| 15          | Irakli Azarovi         | 19   | 0      | Sjachtar Donetsk      |
| 24          | Loeka Lotsjosjvili     | 21   | 1      | Salernitana           |
| Middenveld  |                        |      |        |                       |
| 2           | Otar Kakabadze         | 73   | 0      | Cracovia              |
| 6           | Giorgi Kotsjorasjvili  | 19   | 3      | Levante               |
| 10          | Giorgi Tsjakvetadze    | 37   | 10     | Watford               |
| 16          | Nika Kvekveskiri       | 62   | 0      | Nyíregyháza           |
| 17          | Otar Kiteisjvili       | 47   | 4      | Sturm Graz            |
| 18          | Giorgi Zaria           | 2    | 0      | Kairat Almaty         |
| 20          | Anzor Mekvabisjvili    | 21   | 0      | Universitatea Craiova |
| 25          | Sjota Nonikasjvili     | 1    | 0      | Tsjerkasy             |
| Aanval      |                        |      |        |                       |
| 7           | Chvitsja Kvaratschelia | 41   | 18     | Paris Saint-Germain   |
| 8           | Boedoe Zivzivadze      | 36   | 8      | 1. FC Heidenheim      |
| 9           | Zoeriko Davitasjvili   | 46   | 6      | Saint-Étienne         |
| 11          | Giorgi Tsitaisjvili    | 25   | 1      | Granada               |
| 19          | Levan Sjengelia        | 21   | 1      | OFI Kreta             |
| 21          | Giorgi Goeliasjvili    | 1    | 0      | Sarajevo              |
| 22          | Georges Mikautadze     | 37   | 20     | Olympique Lyonnais    |

## Bekende (ex-)spelers
GFF · A-internationals · Bondscoaches · Statistieken · Georgisch vrouwenelftal · Georgië U21 · Georgië U20 · Georgië U19 · Georgië U18 · Georgië U17 · Georgië U16
1990 – 1999 ·
2000 – 2009 ·
2010 – 2019 ·
2020 − 2029
1990 · 
1991 · 
1992 · 
1993 · 
1994 · 
1995 · 
1996 · 
1997 · 
1998 · 
1999 · 
2000 · 
2001 · 
2002 · 
2003 · 
2004 · 
2005 · 
2006 · 
2007 · 
2008 · 
2009 · 
2010 · 
2011 · 
2012 · 
2013 · 
2014 · 
2015 ·
2016 ·
2017 ·
2018 ·
2019 ·
2020 ·
2021 ·
2022 ·
2023 ·
2024
Albanië ·
Andorra ·
Armenië ·
Azerbeidzjan ·
Bosnië en Herzegovina ·
Bulgarije ·
Cyprus ·
Denemarken ·
Duitsland ·
Egypte ·
Engeland ·
Estland ·
Faeröer ·
Finland ·
Frankrijk ·
Gibraltar ·
Griekenland ·
Hongarije ·
Ierland ·
IJsland ·
Iran ·
Israël ·
Italië ·
Jordanië ·
Kameroen ·
Kazachstan ·
Kosovo ·
Kroatië ·
Letland ·
Libanon ·
Liechtenstein ·
Litouwen ·
Luxemburg ·
Malta ·
Marokko ·
Moldavië ·
Mongolië ·
Montenegro · 
Nederland ·
Nieuw-Zeeland ·
Nigeria ·
Noord-Ierland ·
Noord-Macedonië ·
Noorwegen ·
Oekraïne ·
Oezbekistan ·
Oostenrijk ·
Paraguay ·
Polen ·
Portugal ·
Qatar ·
Roemenië ·
Rusland ·
Saint Kitts en Nevis ·
Saoedi-Arabië ·
Schotland ·
Servië ·
Slovenië ·
Slowakije ·
Spanje ·
Thailand ·
Tsjechië ·
Tunesië ·
Turkije ·
Uruguay ·
Verenigde Arabische Emiraten ·
Wales ·
Wit-Rusland ·
Zuid-Afrika ·
Zuid-Korea ·
Zweden ·
Zwitserland
 Albanië ·  Andorra ·  Armenië ·  Azerbeidzjan ·  België ·  Bosnië en Herzegovina ·  Bulgarije ·  Cyprus ·  Denemarken ·  Duitsland ·  Engeland ·  Estland ·  Faeröer ·  Finland ·  Frankrijk ·  Georgië ·  Gibraltar ·  Griekenland ·  Hongarije ·  Ierland ·  IJsland ·  Israël ·  Italië ·  Kazachstan ·  Kosovo ·  Kroatië ·  Letland ·  Liechtenstein ·  Litouwen ·  Luxemburg ·  Malta ·  Moldavië ·  Montenegro ·  Nederland ·  Noord-Ierland ·  Noord-Macedonië ·  Noorwegen ·  Oekraïne ·  Oostenrijk ·  Polen ·  Portugal ·  Roemenië ·  Rusland ·  San Marino ·  Schotland ·  Servië ·  Slovenië ·  Slowakije ·  Spanje ·  Tsjechië ·  Turkije ·  Wales ·  Wit-Rusland ·  Zweden ·  Zwitserland
 Bohemen ·  Bohemen en Moravië ·  Duitse Democratische Republiek ·  Ierland ·  Joegoslavië ·  Servië en Montenegro ·  Tsjecho-Slowakije ·  GOS ·  Saarland ·  Sovjet-Unie